# Rodislav Tchizikov
Rodislav Tchizikov (ru : Родислав Чижиков), né le 13 février 1929 à Irkoutsk et mort le 3 mars 2010 à Moscou, est un coureur cycliste soviétique des années 1950. 
Peu connu hors des frontières de l'URSS, où il remporte en deux occasions le Tour d'URSS, il est membre de la première équipe soviétique à prendre part à la Course de la Paix en 1954. 
Il prolonge cette expérience les deux années suivantes. Les progrès des cyclistes soviétiques se lisent dans les résultats individuels des coureurs, mais plus encore dans la « gagne collective », où est mis en avant le drapeau rouge et que le staff cycliste soviétique privilégie. L'équipe d'URSS fait de rapides progrès : 6e du challenge des équipes en 1954, 4e en 1955, 1re en 1956. 
Rodislav Tchizikov participe à ce succès. 
Rodislav Tchizikov était officier dans l'Armée.

## Palmarès sur route

### Palmarès année par année
- 1948
  -  Champion d'URSS sur route
- 1950
  -  Champion d'URSS sur route
- 1953
  - Classement général du Tour d'URSS [2]
- 1954
  -  Champion d'URSS sur route
  - Classement général du Tour d'URSS
- 1955
  - Course de Sotchi[3]
  - 3e du Tour de Tachkent et Samarkand[4]

### Places d'honneur
- 1954
  - 41e de la Course de la Paix[5]
- 1955
  - 24e de la Course de la Paix[6]
- 1956
  - 28e de la Course de la Paix[7]

## Palmarès sur piste
- 1956
  - Quart-de-finaliste de la poursuite par équipes aux Jeux olympiques de Melbourne (avec Viktor Ilyn, Vladimir Mitin et Eduard Gusev)
- 1957
  - 2e du championnat d'URSS de demi-fond

## Distinction
- 1956 : Maître émérite des sports de l'Union soviétique (cyclisme)